# Chapelle de Moifond
La Chapelle de Moifond est une chapelle située à Pusignan dans le département du Rhône.
La chapelle est localisée dans un cimetière de Pusignan.

## Protection
La chapelle fait l’objet d’une inscription au titre des monuments historiques depuis le 8 mars 1982.